# Le Cosaque Golota
Pour plus de détails, voir Fiche technique et Distribution.
Le Cosaque Golota (Дума про казака Голоту, Duma pro kazaka Golotu) est un film soviétique réalisé par Igor Savtchenko, sorti en 1937.

## Fiche technique
- Photographie : Juri Fogelman
- Musique : Dmitri Pokrass, Sergeï Pototski
- Décors : Lioudmila Blatova